# Frederik den VII's kanal
Frederik VII's Kanal eller Løgstør Kanal er en 4,4 km lang, ca. 25 m bred og 3 meter dyb kanal, der går fra Løgstør mod syd til Lendrup Strand. Den blev anlagt 1856-61 for at lette passagen mellem Lendrup og Løgstør Bredning i Limfjorden ved at føre skibstrafikken inden om Løgstør Grunde, der var så lavvandede at man måtte omlade varetransporter til fladbundede pramme (kåge) for at få dem forbi.
Arbejdet, som var sin tids største anlægsarbejde i Danmark, blev ledet af en engelsk ingeniør og udført af importeret, overvejende tysk, arbejdskraft med skovle og trillebøre. Man kan undre sig over, at kanalen blev gravet inde på land, men det var med datidens teknologi nemmere end at uddybe sejlrenden.
Der var anlagt trækveje på begge sider af kanalen, da sejlskibene ikke kunne manøvrere i den smalle passage.
I slutningen af 1800-tallet sejlede knap 3.000 fartøjer gennem kanalen hvert år. Den var i brug til 1913, men mistede sin store betydning i 1901, da der blev gravet en 3,5 meter dyb rende gennem grundene.
Den tidligere bolig for kanalfogeden og broopsynsmanden blev opført i 1863 og er nu hjemsted for Limfjordsmuseet. Huset ud mod fjorden var oprindeligt stald til de heste, der trak skibene gennem kanalen. Drejebroen over kanalen blev gennemgribende renoveret i 1998 og åbnes nu lejlighedsvis til ære for turister. Den er Danmarks ældste fungerede drejebro og kan drejes rundt af én mand.
Svajebassinet med de gamle Duc d'Alber i Lendrup er igen blevet forbundet med kanalen efter at en bro i 2000 erstattede en dæmning, så det er muligt at sejle i hele kanalens længde. Man kan dog ikke sejle fra Lendrup-bassinet direkte ud i Limfjorden på grund af kystbeskyttelsen. Kanalbetjenthusene ved Lendrup, som administreres af Limfjordsmuseet, rummer en udstilling om kanalens historie. 
Området omkring kanalen, i alt 76 hektar, blev fredet i 1958.
I 2005 og 2007 blev to broer over kanalen fjernet og erstattet af en ny, hvorved sejladsen på kanalen er blevet lettere. Limfjordsmuseet anskaffede i 2007 en udflugtsbåd, "Grevinde Danner", som tidligere har besejlet engelske floder og kanaler.
Stierne på begge sider af kanalen er yndede kondi- og travestier.